# Susan Stryker
Susan O'Neal Stryker (n. 1961) és una historiadora estatunidenca, cineasta i professora d'Estudis de Gènere a l'Institute for LGTB Studies de la Universitat d'Arizona i a la Universitat Yale.

## Trajectòria
Els seus articles i llibres centrats en el gènere i la sexualitat humana, com Transgender History (2008), han tingut un paper fonamental en el desenvolupament dels estudis transgènere i en el debat sobre qüestions feministes en els últims anys. A més de l'àmbit acadèmic, ha estat molt vinculada a l'activisme queer des del grup Transgender Nation, del qual va ser una de les fundadores als inicis de la dècada de 1990. També ha estat la directora executiva de la GLBT Historical Society de San Francisco, un centre que recull i fa accessible al públic la història LGBTQ.
D'altra banda, ha dirigit el documental Screaming Queens: The Riot at Compton’s Cafeteria (2005), guanyador d'un Premi Emmy, que recull el testimoni de les dones trans i dels drag-queens que van enfrontar-se a l'assetjament policial a San Francisco l'agost de 1966. Entre els seus llibres sobre història i cultura LGBT, també destaquen Transgender Studies Reader 2 (Routledge, 2013) i Queer Pulp: Perverted Passions from the Golden Age of the Paperback (Chronicle, 2006).

## Obra publicada
- Gay by the Bay: A History of Queer Culture in the San Francisco Bay Area (1996), Chronicle, ISBN 978-0811811873
- Queer Pulp: Perverted Passions from the Golden Age of the Paperback (2001), Chronicle, ISBN 978-0811830201
- The Transgender Studies Reader (2006), Routledge, ISBN 978-0415947091
- Transgender History (2008), Seal Press, ISBN 978-1580052245
- The Transgender Studies Reader 2 (2013), Routledge, ISBN 978-0415517720

## Filmografia
- Screaming Queens: The Riot at Compton's Cafeteria (2005)
- Forever's Gonna Start Tonight (2009)
- Christine in the Cutting Room (2013)
- Disclosure: Trans Lives on Screen (2020)